# Mannie Francisco
Manuel „Mannie“ Francisco (* im 20. Jahrhundert; † 2020), teils auch „Manny“ genannt, war ein südafrikanischer English-Billiards- und Snookerspieler, der sechsmal die südafrikanische Snooker-Meisterschaft und 13 Mal die südafrikanische English-Billiards-Meisterschaft gewinnen konnte und je einmal das Endspiel der Amateur-Weltmeisterschaft im Snooker und im English Billiards erreichen konnte. Zudem war er zumindest im Snooker zwischen 1986 und 1992 Profispieler.

## Karriere
Francisco kommt aus einer Familie, in der mehrere Personen auf hohem Niveau Snooker und / oder English Billiards gespielt hatten. So war sein Bruder Silvino über Jahre hinweg Profispieler und gewann ein Ranglistenturnier, während Mannies Sohn Peter ebenfalls Profi-Snookerspieler wurde und Rang 14 der Welt erreichte. Mannies und Silvinos Vater war ein portugiesischer Fischer, der nach Kapstadt auswanderte und dort ein Restaurant mitsamt zweier Snookertische eröffnete. Sowohl Silvino als auch Peter wurden während ihrer Karriere der Spielmanipulation überführt; Silvino landete wegen Drogenschmuggel außerdem im Gefängnis.
Francisco erzielte seine ersten beiden großen Erfolge, als er 1959 sowohl die südafrikanische Snooker-Meisterschaft als auch die südafrikanische English-Billiards-Meisterschaft gewann. Zwischen 1961 und 1966 gewann er dann durchgehend das English-Billiards-Turnier, was von einer Siegesserie zwischen 1964 und 1966 bei der Snooker-Meisterschaft begleitet wurde. So besiegte er beispielsweise 1964 im Finale des Snookerturniers Jimmy van Rensberg, einer der besten südafrikanischen Spieler seiner Zeit. 1965 spielte er zudem ein Exhibition-Match gegen Rex Williams in Kapstadt, während dem Williams ein damals sehr seltenes Maximum Break spielte. Im selben Jahr spielte er im English Billiards eine Serie von 518 Punkten, was für ihn als Amateurspieler die Aufstellung eines Weltrekords für das höchste Break eines Amateurspielers bedeutete. In den folgenden Jahren musste er sich im Snooker zumeist van Rensberg oder seinem Bruder Silvino geschlagen geben, konnte aber zwischen 1968 und 1971 vier weitere Male die English-Billiards-Meisterschaft gewinnen. 1971 gewann er wieder einmal auch das Snookerturnier, wobei er im selben Jahr auch den zweiten Platz – hinter dem Engländer Norman Dagley – bei der English-Billiards-Amateurweltmeisterschaft erreichen konnte. 1972 erreichte er das Finale der Snooker-Amateurweltmeisterschaft, unterlag aber Ray Edmonds mit 10:11. Ein Jahr später wurde er zu den Norwich Union Open eingeladen, verlor aber im Achtelfinale gegen Sid Hood.
1974 konnte Francisco einen weiteren Titelgewinn bei der südafrikanischen English-Billiards-Meisterschaft verzeichnen; 1975 gelang ihm ein erneuter Gewinn des Snooker-Pendants. 1976 erreichte er das Viertelfinale der Amateur-Weltmeisterschaft im Snooker, verlor dort aber gegen seinen Bruder Silvino. 1977 gelang ihm letztmals auch der Gewinn eines südafrikanischen Meistertitels, als er zum 13. Mal Sieger des English-Billiards-Turniers wurde. 1979 wurde er zu zwei Profiturnieren – namentlich das Limosin International und die South African Professional Championship – eingeladen, verlor aber in beiden Fällen seine Auftaktspiele. Zwischen 1986 und 1992 wagte Francisco eine Profikarriere, bestritt aber nur ein Spiel, als er in der Qualifikation für die Snookerweltmeisterschaft 1989 sein Auftaktspiel gegen Tony Wilson verlor.
Francisco verstarb Ende Juni oder Anfang Juli 2020 – in einem Facebookpost der International Billiards & Snooker Federation vom 5. Juli 2020 berichtet diese vom Tode Franciscos „in der letzten Woche“. Die IBSF würdigte Franciscos Beitrag zur Entwicklung des English Billiards in Südafrika und seinem Beitrag zur Verbreitung des Snookers in seinem Heimatland. Ex-Spieler Munier Cassim bedauerte, dass Südafrika mit Francisco „einer ihrer Legenden in der Billardwelt“ verloren habe.

## Erfolge (Auswahl)
Dargestellt werden nur die Finalteilnahmen mit bekannten Ergebnissen; insgesamt gewann Francisco sechs Mal die südafrikanische Snooker-Meisterschaft und dreizehn Mal das English-Billiards-Pendant.
| Ausgang         | Jahr | Turnier                                    | Finalgegner        | Ergebnis     |
| --------------- | ---- | ------------------------------------------ | ------------------ | ------------ |
| Amateurturniere |      |                                            |                    |              |
| Sieger          | 1964 | Südafrikanische Snooker-Meisterschaft      | Jimmy van Rensberg | 4:3          |
| Zweiter         | 1971 | English-Billiards-Amateurweltmeisterschaft | Norman Dagley      | Gruppenphase |
| Sieger          | 1972 | Snooker-Amateurweltmeisterschaft           | Ray Edmonds        | 10:11        |